# Dansa de les Vetes del Corpus Christi de València
La Dansa de les Vetes és una de les Dansetes, o danses infantils que s'interpreta durant la festa del Corpus Christi a València ciutat. Presenta una concepció de l'imaginari rural semblant a les danses dels Arquets, Pastorets i Llauradors.

## Història
Històricament aquesta dansa no es pot considerar pròpia del Corpus de València, havent-se incorporat als actes molt recentment en iniciar-se el segle XXI.
Es tracta d'una dansa processional que té origen al seguici de la Mare de Déu de Sales de Sueca.

## Descripció
Encara que pot semblar un típic ball de cintes, difereix d'aquests en no estar les cintes (vetes) lligades a cap perxa o pal, de manera que el trenat i destrençat de les cintes es fa a l'aire. En la seva versió amb perxa arriba a tenir molts noms, segons les característiques dels dansaires o l'ornament final de les perxes de les que parteixen les cintes, així tenim les danses de teixidores (quan la ballen nenes), la Carxofa (quan l'extrem superior de la perxa és una carxofa que s'obre quan la processó i en surten coloms volant), típica de la festa de la Verge de la Salut d'Algemesí; gitanetes (quan les ballarines vesteixen com a tals), de La Magrana (típica del Corpus i molt popular a la festivitat del Corpus de València, caracteritzada perquè la final de la perxa hi ha una gran magrana que en obrir-se mostra un vericle amb la Sagrada Forma), etc

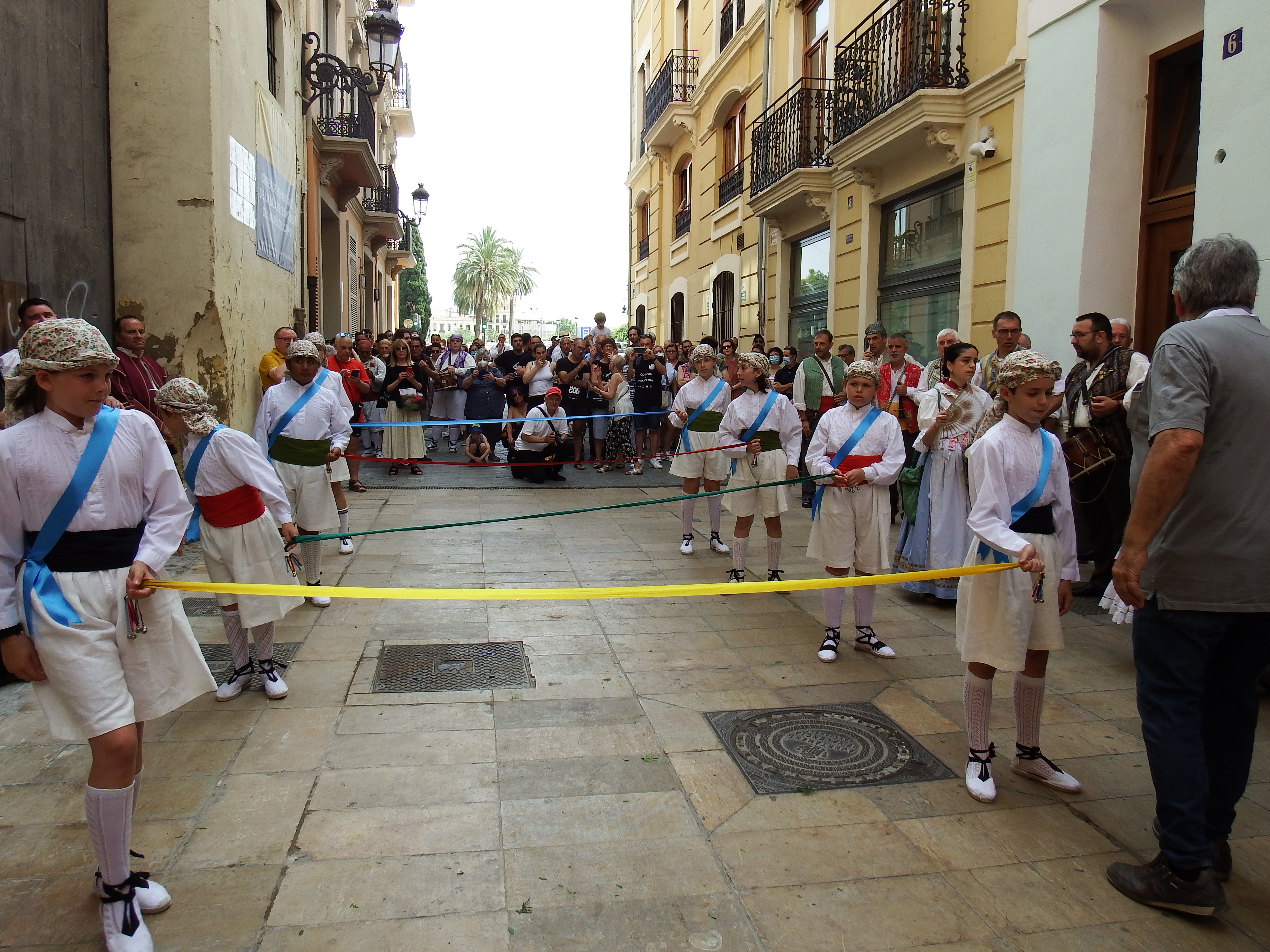
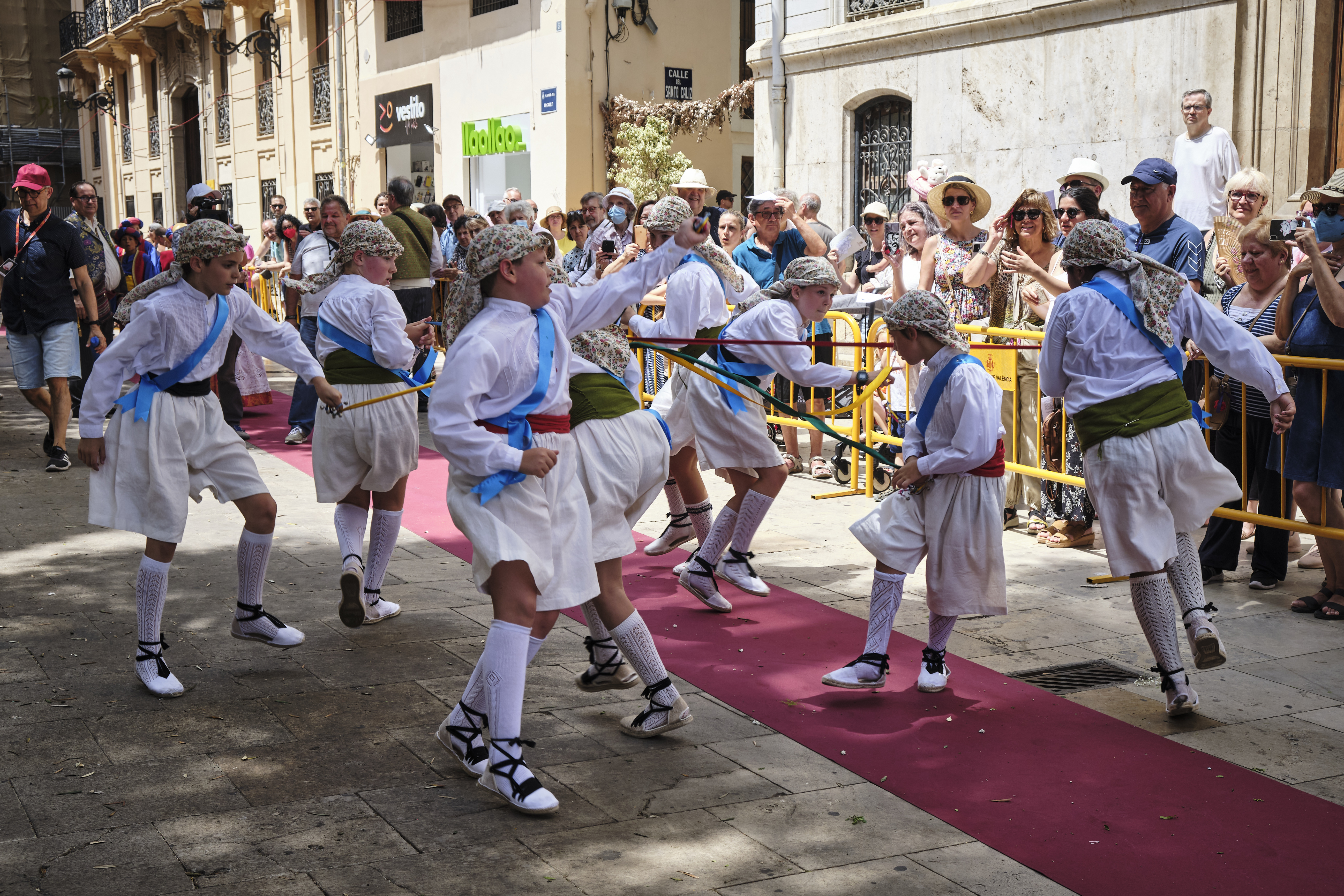
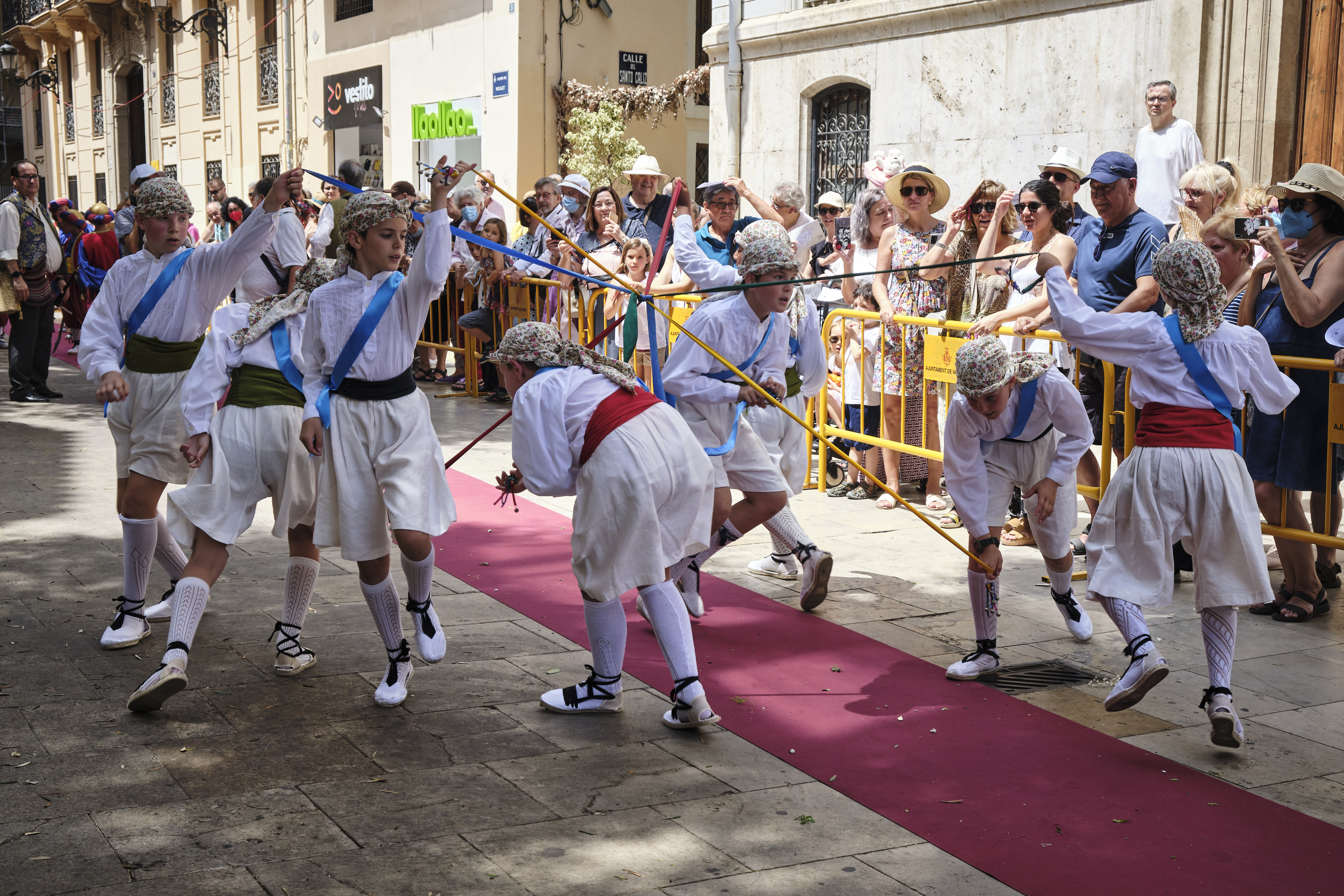
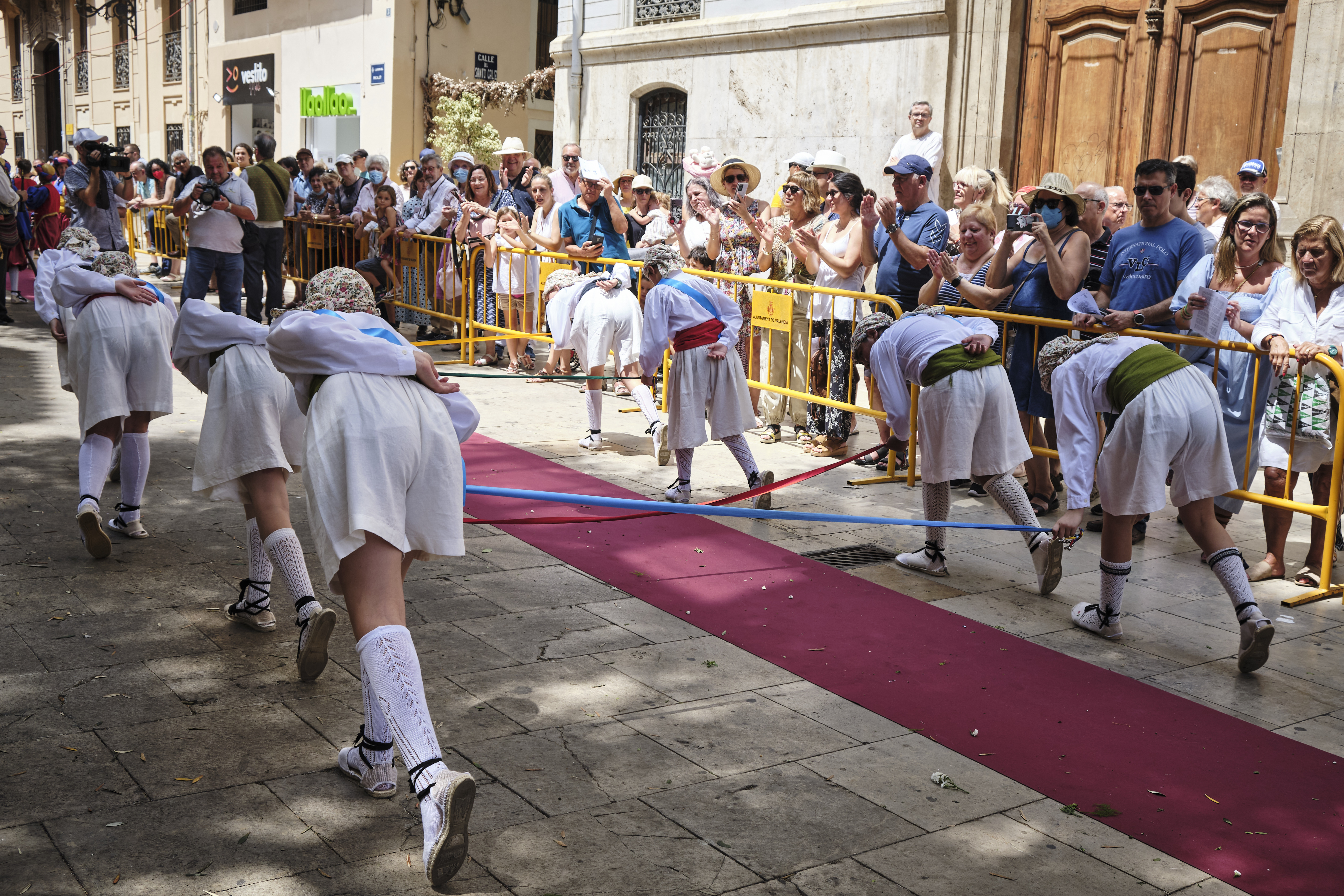

Aquest tipus de dansa consisteix a trenar i destrençar les cintes que són portades entre dos dansaires en una de les mans, executant diferents figures i composicions alhora que es trenen i es destrenen les cintes.